# Bars vármegye

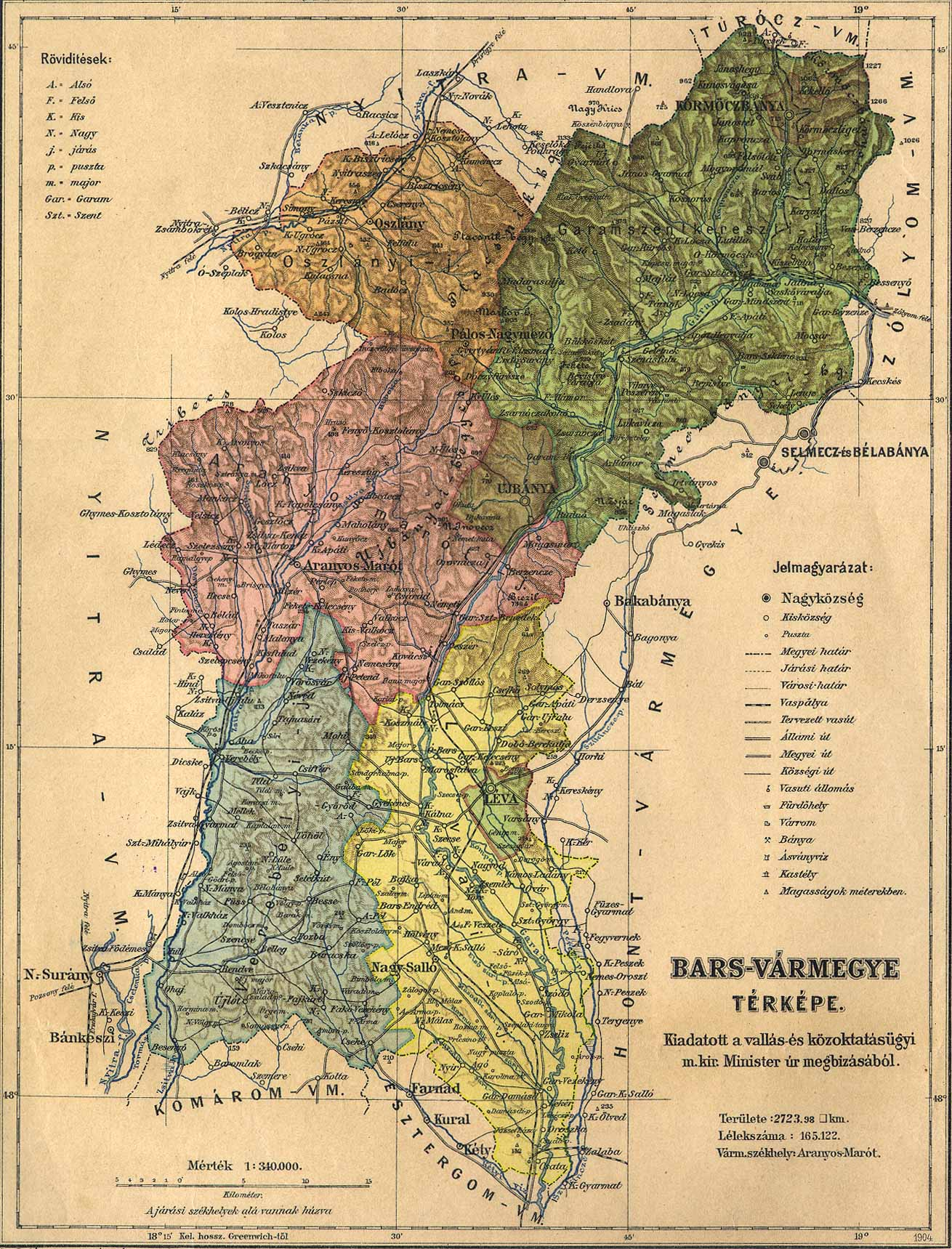
Bars vármegye közigazgatási térképe 1910-ből

Bars vármegye (szlovákul: Tekovská župa, németül: Komitat Barsch, latinul: Comitatus Barsiensis) közigazgatási egység volt a Magyar Királyság felvidéki részében. Székhelye az 1700-as évektől Aranyosmarót volt. A vármegye területe jelenleg Szlovákia része. Székhelye Aranyosmarót volt, de több nevezetes várossal is rendelkezett (Körmöcbánya, Léva).

## Földrajz

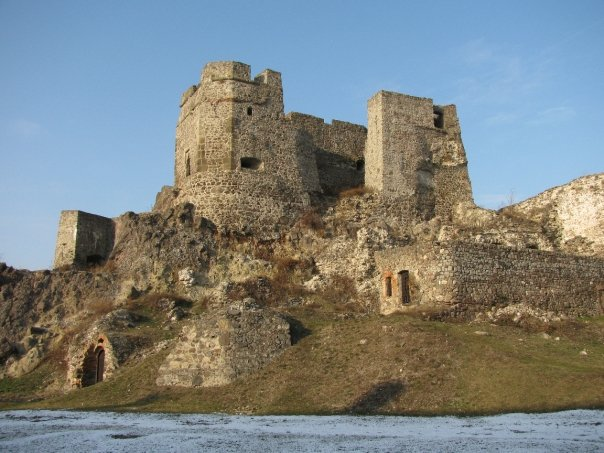
Léva vára

A vármegye északnyugati részét magas hegységek, déli részét pedig síkságok fedik.  Legfontosabb folyója a Garam.
Északon Nyitra és Turóc vármegyék, keleten Zólyom és Hont vármegyék, délen Komárom és Esztergom vármegyék, nyugaton pedig Nyitra vármegye határolta.

## Történelem
Bars vármegyét Szent István király hozta létre az államalapítás és a királyi vármegyerendszer megszervezése idején Barsvár központtal valószínűleg a Miskolc-Bés nemzetség birtokain.
Bars várát először 1075-ben említi okirat Borsu néven, a megye róla kapta nevét. A kővár felépítése előtt állt itt egy palánkvár is. 1240-ben IV. Béla a váraljai településnek városi rangot adott.
Forgách Zsigmond 1611 júliusától szeptemberéig sikertelen hadjáratot vezetett Erdélybe Báthory Gábor erdélyi fejedelem ellen, melynek során sok barsi katona veszett oda.
1841-es vármegyei közgyűlés az országgyűlési költséget, a Nemzeti Színház rájuk eső költségét, illetve a nemesi felkelések elmaradt összegeit a vármegye nemeseire és birtokaira elosztva rótta ki. 1849 elején Bars vármegye tisztikara hódolt az új császárnak Ferenc Józsefnek. 1892-ben a megye a cigányok kóborlásának megakadályozására adott ki szabályrendeletet.

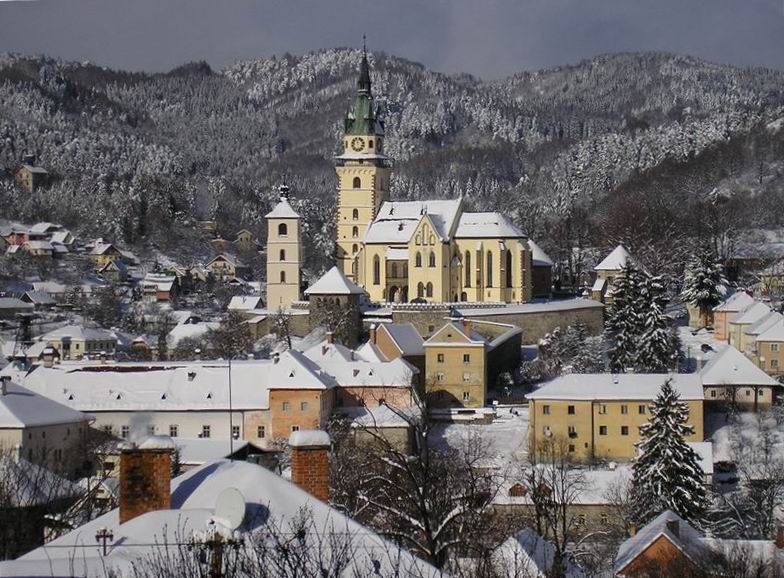
Körmöcbánya

1918-ban Csehszlovákia része lett, amit a trianoni békeszerződés erősített meg 1920-ban. A vármegye utolsó magyar alispánja, dr. persei Persay Ferenc (1854-1937), rendet tett a zűrzavaros Tanácsköztársaság után, a vármegye védelme szervezésében jeleskedett, és nagy szerepet töltött később a Magyarország Területi Épségének Védelmi Ligája igen aktív tagjaként.
Az I. bécsi döntés 1938-ban Bars vármegye területének déli részét Magyarországnak ítélte. Ekkor ez a megyetöredéket Bars és Hont k.e.e. vármegye néven, Léva székhellyel összevonták Hont vármegyével, melynek egyik része addig Magyarországhoz tartozott Nógrád és Hont k.e.e. vármegye keretei között, másik részét ugyanekkor csatolták Magyarországhoz. 1939-ben Jaross Andor az alkalmatlan ejtőernyős hivatalnokokat vissza akarta küldeni a "csonkaországi" területekre.
A második világháború után a bécsi döntések érvényüket veszítették, visszaálltak az 1938 előtti határok.
Szlovákia függetlenné válása, 1993 óta az egykori Bars vármegye területe ennek része, és az 1996-os közigazgatási reform óta részben a Nyitrai kerülethez, részben a Besztercebányai kerülethez tartozik.

## Lakosság
Matunák Mihály szerint a nyelvhatár még a török korban északabbra húzódott, egyes települések a visszafoglalást követően szlovákosodtak el teljesen az újratelepítéseknek köszönhetően. Nagy hatással volt erre például az 1599-es török betörés.
A lakosság száma 1857-ben  140 556 volt. Közülük 45 881 magyar (32,64%), 7 985 német (5,68%), 86 690 szlovák (61,68%) anyanyelvű volt.
A lakosság száma 1880-ban 142 691 volt. Közülük 42 118 magyar (29,52%), 16 863 német (11,82%), 79 108 szlovák (55,44%), 381 egyéb  anyanyelvű volt.
A vármegyének 1910-ben 179.312 lakosa volt, ebből: 

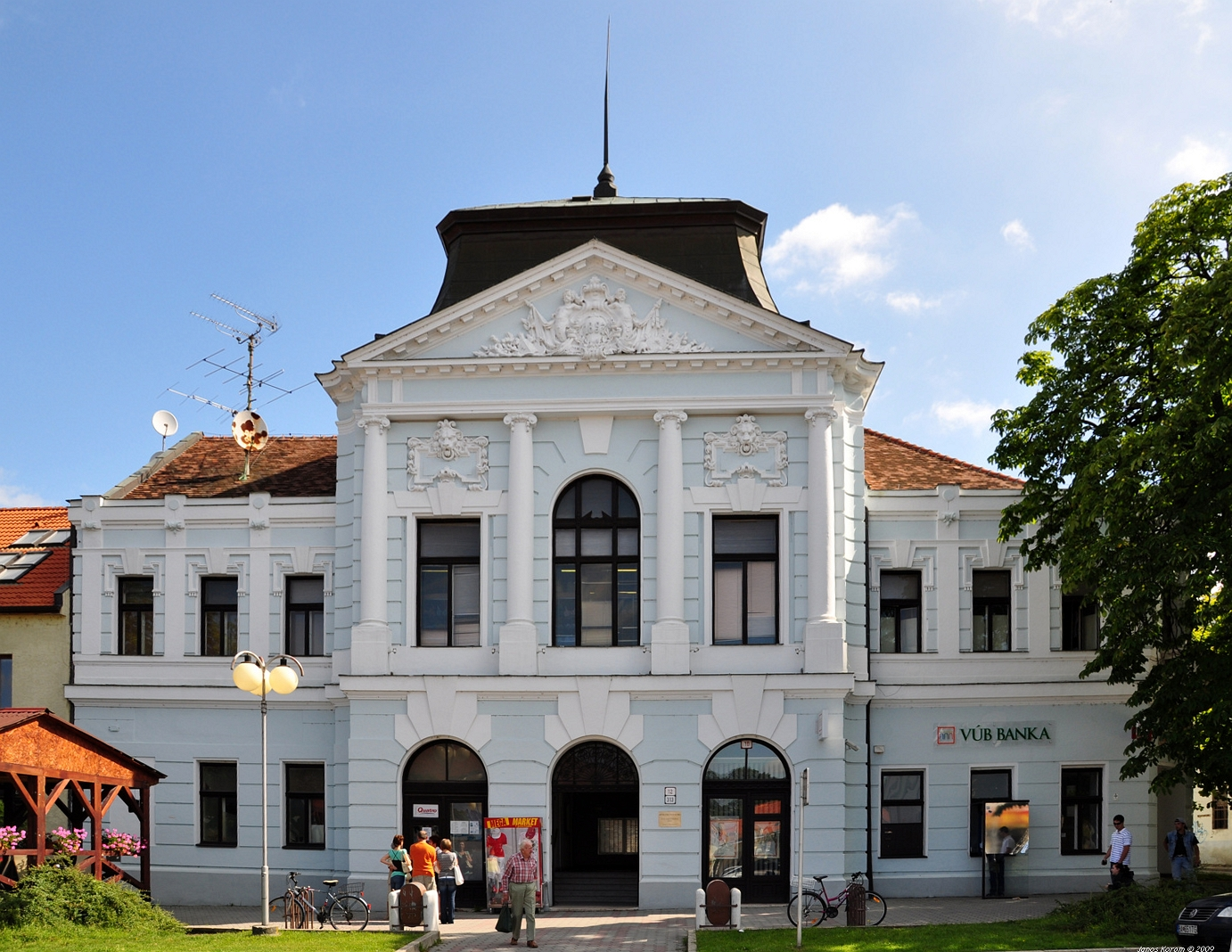
A banképület Aranyosmaróton

- 97 824 szlovák (54,55%)
- 62 022 magyar (34,58%)
- 17 366 német (9,68%)
- 2100 egyéb (1,17%)

anyanyelvű volt.

## Közigazgatás

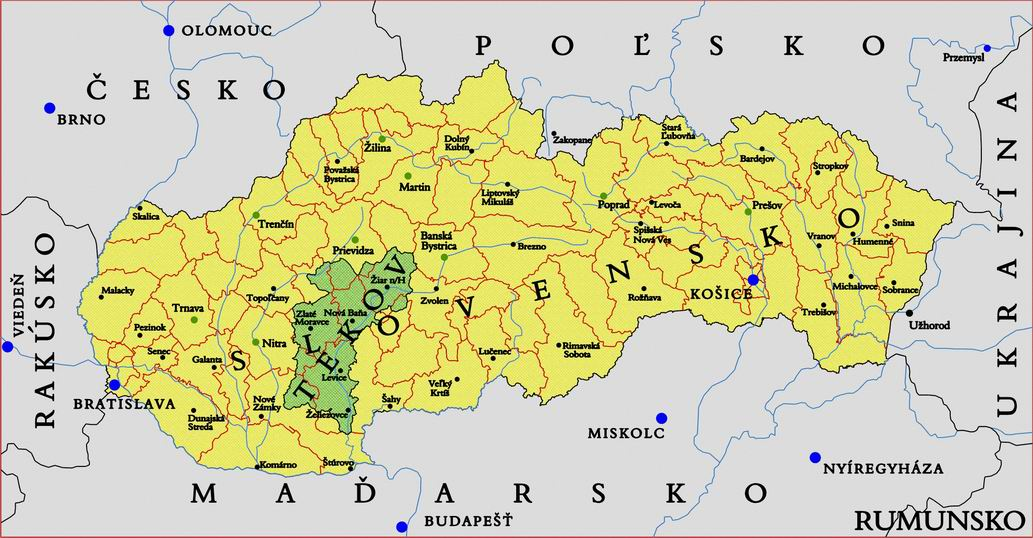
Bars vármegye fekvése a mai Szlovákián belül

Bars vármegye öt járásra volt felosztva 1910-ben:
- Aranyosmaróti járás, székhelye Aranyosmarót
- Garamszentkereszti járás, székhelye Garamszentkereszt
- Lévai járás, székhelye Léva
- Oszlányi járás, székhelye Oszlány
- Verebélyi járás, székhelye Verebély

A megyében három rendezett tanácsú város volt:
- Körmöcbánya
- Léva
- Újbánya

## Ispánok
- Ottmar (1124-1129)
- Péter (1156)
- György (1156)
- Moch (1208)
- Rudolf (1214)
- Hanno (1219)
- Simon (1221)
- Péter (1226)
- Lukács (1229-1230)
- Gyet fia Gyet (1236-1240)
- Verner (1246)
- Henrich Preussel (1264)
- Dénes fia Herrand (1274)
- Joákim (1275)
- Máté fia István a Csák nemzetségből (1275-1276)
- Simon (1277)
- Pál (1279)
- Hont-Pázmány Dömötör (1280-1282)
- János (1281)
- Gergely (1291)
- Hont-Pázmány Tamás (1295)
- Ákos (1299)
- Benedek (1299)
- Hont-Pázmány Tamás (1300)
- András (1307)
- Aba Tamás (1310-1319)
- Gyula Kistapolcsányról (1319-1321)
- Beche Imre (1321-1333)
- Veszős, Beche Imre fia (1334)
- Töttös, Beche Imre fia (1335-1343)
- Miklós, Aba Tamás fia (1346)
- Konth Miklós (1347)
- László, Ratold Lőrinc fia (1349-1360)
- Újlaki Miklós (1368)
- János (1369)
- Simonyi István mester (1375)
- István (1381)
- Lévai Zsigmond (1396-1400)
- Szobonya Miklós (1401)
- Lévai Cseh Péter (1401-1436)
- Lévai László (1443-1453)
- Országh Miklós (1474-1483)
- Forgách Péter (1490-1503)
- Lévai Zsigmond (1503-1526)
- Dóczy Zsigmond (1526)
- Lévai Zsigmond (1527-1529)
- Forgách Ferenc (1531)
- Forgách György (1537)
- Lévai Gábor (1538-1542)
- Telekessy Imre (1554)
- Thury György (1556-1558)
- Dobó István (1558-1569)
- Dobó Ferenc (1585-1603)
- Dóczy András (1604-1626)
- Forgách Miklós (1626-1636)
- Forgách Ferenc (1636-1647)
- Lippay Gáspár (1650-1652)
- Lippay György esztergomi érsek (1653-1657)
- Lippay János (1653-1657)
- Szelepcsényi György esztergomi érsek (1680-1685)
- Erdődy György (1686-1713)
- Erdődy György (1713-1758)
- Koller Ferenc (1759-1785)
- Ürményi József (1785-1787)
- Prónay Gábor (1787-1788)
- Korompai Brunswick Antal (1788-1795)
- Almássy Ignác (1796-1812)
- Berényi Gábor (1812-1823)
- Keglevich János (1823-1825)
- Majthényi László (1839-1848)
- Necpáli Justh József (1848)
- Majthényi László (1849)
- Boronkay Lajos (1849)
- Névery Miksa (1849)
- Mártonffy Dénes (1849-1852)
- Mednyánszky Géza (1852-1856)
- Reisz József (1856-1857)
- Erdődy Pálffy István (1857-1859)
- Tarnóczy Kázmér (1860-1861)
- Majthényi Ágoston (1862-1865)
- Majthényi László (1865-1866)
- Rajner Pál (1867-1871)
- Migazzi Vilmos (1871-1875)
- Mailáth István (1875-1889)
- Kazy János (1889)